# دیلمان شمالی و جنوبی
دو محلهٔ دِیلَمان شمالی و دیلمان جنوبی در منطقهٔ ۲۰ شهرداری تهران و در مجاورت یکدیگر قرار دارند. این دو محله در شمال شهر ری و در جنوب‌شرق محلهٔ جوانمرد قصاب واقع شده‌اند.
مرز شمالی محلهٔ دیلمان شمالی، بزرگراه کمربندی شهر ری است و مرز جنوبی محلهٔ دیلمان جنوبی را خیابان سپاهیان انقلاب (قم) تشکیل می‌دهد.
خیابان فداییان اسلام که مرز شرقی هر دو محله به‌شمار می‌آید، یکی از مسیرهای اصلی دسترسی این مناطق به میدان  شهر ری محسوب می‌شود.

## دیلمان شمالی
محلهٔ دیلمان شمالی از سمت غرب با شهرک شهید کمالی و از سمت جنوب با محلهٔ دیلمان جنوبی هم‌مرز است. 
از اماکن مهم در دیلمان شمالی می‌توان به پارک ایثار، پارک شهید بهشتی، سازمان آموزش و پرورش استثنائی کشور، سنگ‌بری مدرن و مجتمع ورزشی ارشاد و پژوهشگاه شهید رجایی اشاره کرد. 

## دیلمان جنوبی
محلهٔ دیلمان جنوبی از سمت شرق تا بولوار کمیل امتداد دارد.
از اماکن مهم دیلمان جنوبی می‌توان به امامزاده عبدالله، بیمارستان فیروزآبادی، دانشسرای تربیت معلم فتح المبین، مجتمع آموزشی عبدالعظیم، هنرستان قدس، و پلی‌کلینیک شهید سلیمانی اشاره کرد.